# Bailando (chanson d'Enrique Iglesias)
Pour les articles homonymes, voir Bailando.
Singles par Enrique Iglesias
I'm a Freak
(2014) El perdón
(2015)
Singles par Sean Paul
Come On to Me
(2014) Dangerous Love
(2014)
Singles par Gente de Zona
Pinocho
(2013) Tu me quemas
(2014)
Singles par Luan Santana
Eu Não Merecia Isso
(2014) Escreve Aí
(2014)
Singles par Mickael Carreira
Viver A Vida
(2012) Tudo O Que Tu Quiseres
(2014)
Clip vidéo
Bailando (ver. espagnole)
Bailando (ver. anglaise)
Bailando (ver. portugaise du brésil)
Bailando (ver. portugaise du portugal)
sur YouTube
Bailando est une chanson du chanteur espagnol Enrique Iglesias extraite de son dixième album studio Sex + Love (2014).
La version espagnole compte la participation de Descemer Bueno et du groupe Gente de Zona (en featuring). La version anglaise compte la participation de Sean Paul, de Gente de Zona et de Descemer Bueno (en featuring).
La chanson a atteint la 1re place en Espagne, la 4e en Suisse, la 10e place en Finlande, la 12e place en France, la 31e place en Allemagne et la 42e place en Autriche.
Au Royaume-Uni, le single avec cette chanson a atteint la 75e place du hit-parade des singles (pour la semaine du 21 au 27 septembre 2014).

## Contexte
La version originale de la chanson a été enregistrée à l'origine par Gente de Zona et Descemer Bueno. Dans une interview que Enrique Iglesias a donnée à l'Univisión Música, dans les coulisses des Premios lo Nuestro, il déclara au journaliste que lorsque Descemer Bueno lui avait présenté la chanson, il ne l'aimait pas au départ et n'avait pas voulu l'enregistrer. Mais après l'enregistrement, il a aimé la chanson et l'a appelée l'une de ses chansons préférées de l'album.

## Controverse et inspiration
Le chanteur péruvien Sergio Pelo d'Ambrosio a dénoncé le fait que la chanson Bailando (signée par le cubain Descemer Bueno) d'Enrique Iglesias a copié l'entrée et les refrains de sa chanson Lejos de ti. Quelques mois plus tard, le chanteur péruvien a décidé de retirer sa plainte après que les experts ont indiqué qu'il n'y avait pas de plagiat dans les paroles ni dans le refrain. Apparemment, les arrangements étaient similaires, mais il n'y a pas de catégorie de plagiat.

## Liste des titres
| 1. | Bailando (featuring Descemer Bueno et Gente de Zona) | 4:03 |

| 1. | Bailando (Version Anglaise) (featuring Sean Paul, Descemer Bueno et Gente de Zona) | 4:02 |

| 1. | Bailando (Version Brésilienne) (featuring Luan Santana, Descemer Bueno et Gente de Zona) | 4:03 |

| 1. | Bailando (Version Portugaise) (featuring Mickael Carreira, Descemer Bueno et Gente de Zona) | 4:03 |

## Crédits et personnel
- Enrique Iglesias – voix principale, compositeur, artiste principal, auteur de citation
- Randy Malcom Martinez Amey – compositeur, artiste invité

- Descemer Bueno – compositeur, artiste invité
- Alexander Delgado – compositeur, artiste invité
- Luan Santana – artiste invité
- Mickael Carreira – artiste invité
- Sean Paul – artiste invité
- Jesusin Cruz – guitare
- Aya Merrill – mastering
- Carlos Paucar – arrangeur, basse, ingénieur, guitare, mixage, producteur, programmation, ingénieur vocal, producteur vocal, voix (fond)
- Daniel Quirino – interprète associé, voix (fond)
- André Tavares – producteur d'enregistrement
- Dan Kambaiah – compositeur
- Paulo Martins – producteur d'enregistrement
- Shelly Moreira – producteur, producteur d'enregistrement
- Markel Barsagaz – ingénieur
- Austin Collins – synth [Extra]
- Brady Wiggins – synth [Extra]